# Carcinarctia metamelaena
Carcinarctia metamelaena là một loài bướm đêm thuộc phân họ Arctiinae, họ Erebidae.